# San Lorenzo in Lucina (titre cardinalice)

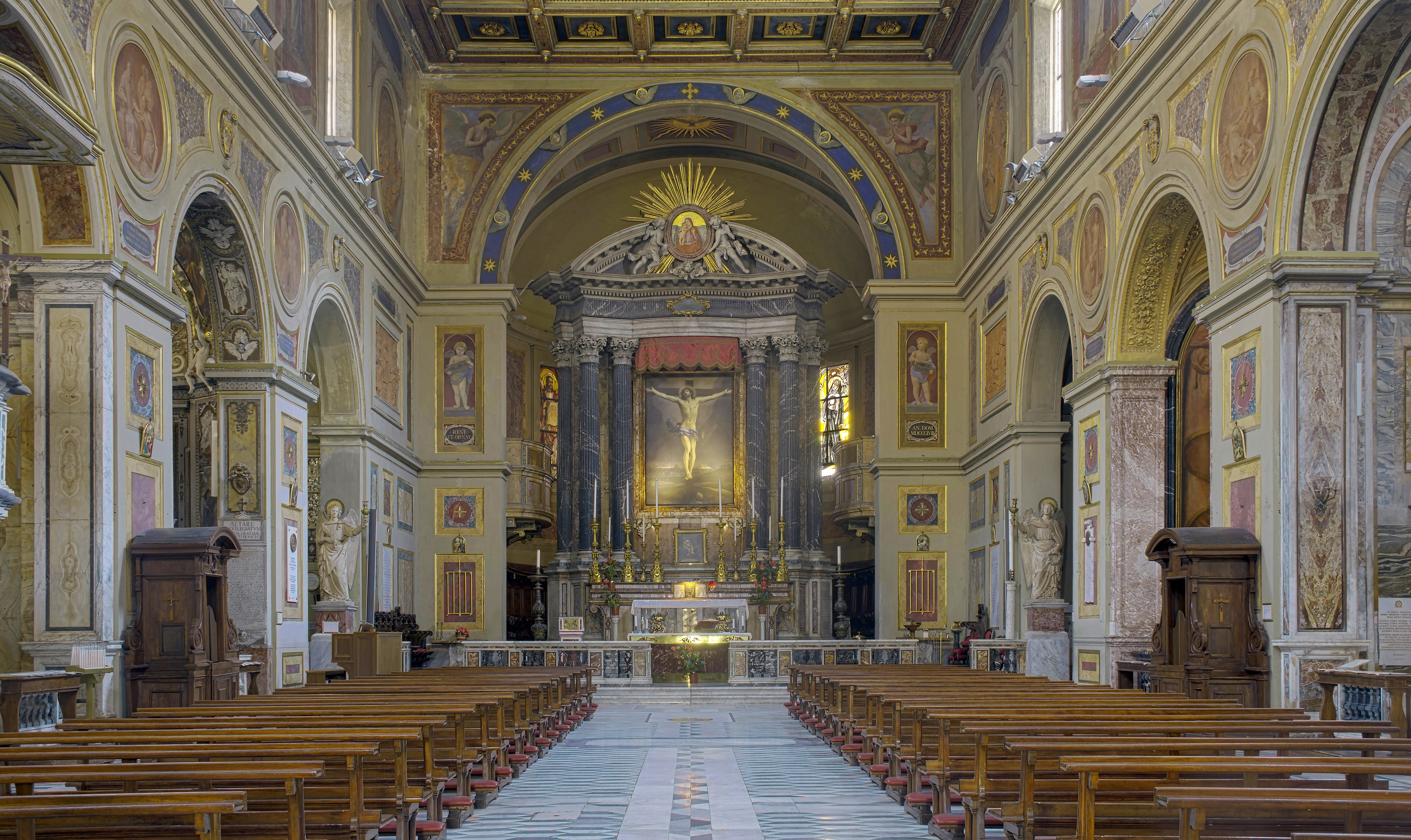
L'intérieur de la basilique

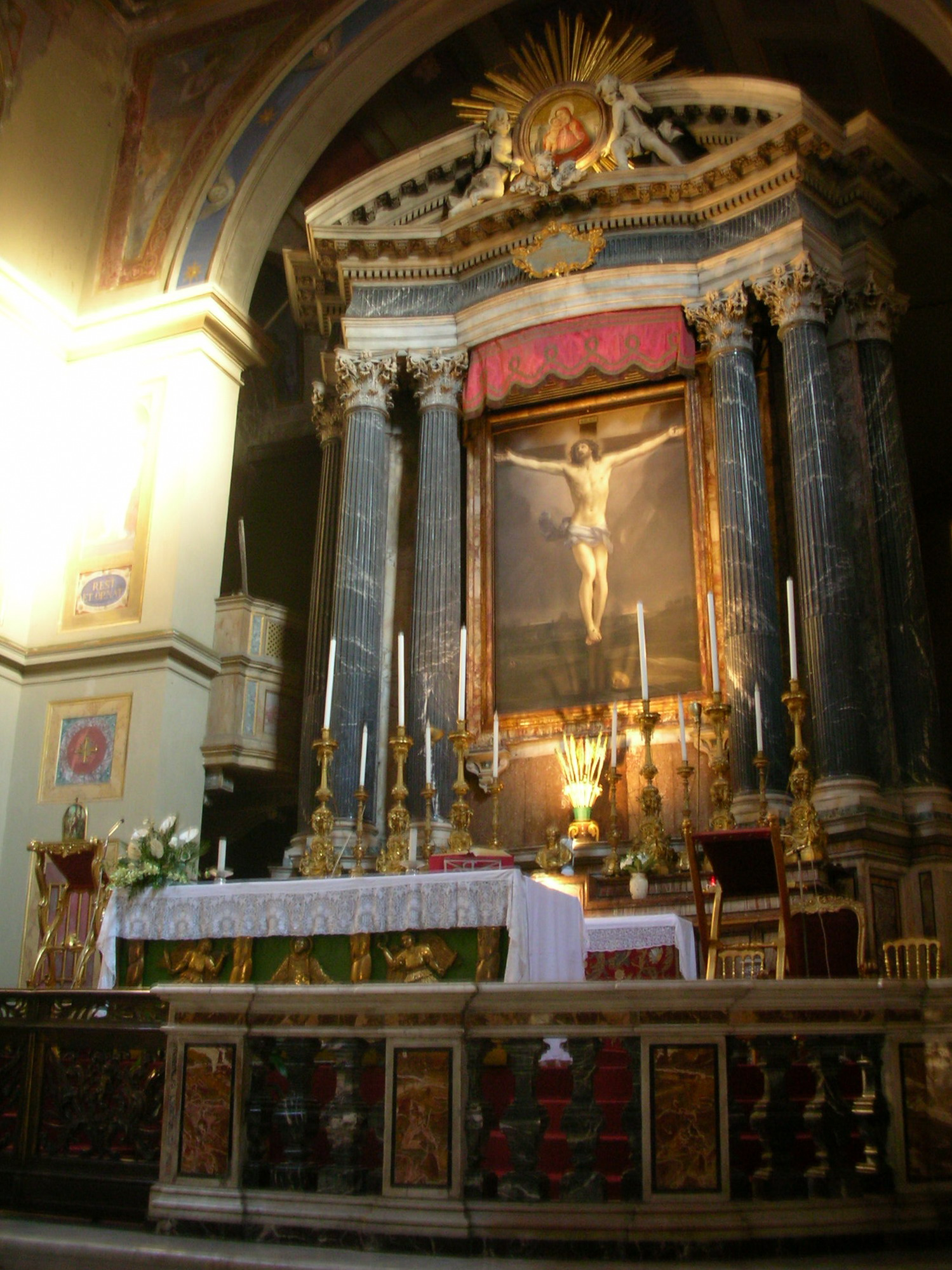
L'autel majeur avec les peintures de Guido Reni

Le titre de San Lorenzo in Lucina est un titre cardinalice très ancien et fondé peut-être déjà en 112 par le pape Évariste. Le titre de Lucinae est confirmé par le pape Benoît II vers 684.  À la fin du VIIIe siècle  le nom devient San Lorenzo in Lucina et à la fin du XIIe siècle Le titre est rattaché à la basilique San Lorenzo in Lucina, construite à partir de 1131. Pendant des siècles le titre est occupé par le cardinal protoprêtre, le cardinal-prêtre avec la plus grande ancienneté.

## Liste des cardinaux de San Lorenzo in Lucina
- Hilaire (occupé 499)
- Crescens (occupé 595)
- Sissinius (occupé 721)
- Theodorus (occupé 732-745)
- Eusebé (occupé 761)
- Georges (occupé 853-869)
- Adrien (occupé 963-964)
- Bonizo (occupé 993)
- Léon (occupé 1069)
- Léon (occupé 1084)
- Landolfo (1088–1119)
- Grégoire de Sienne (1116–1125)
- Anselme (1128–1141)
- Hugo Novariensis (1144–1150)
- Cencio de Gregorio (1152–1154)
- Alberto di Mora Can.Reg. (1158–1187)
- vacant  (1190–1227)
- Sinibaldo Fieschi (1227–1243)
- Jean de Tolède O.Cist. (1244–1262)
- Guy de Bourgogne O.Cist (1262–1272)
- Hugh of Evesham (1281–1285)
- Giacomo Colonna (1307–1318)
- Annibale Gaetani da Ceccano (1327–1333)
- Guillaume Bragose (1362–1367)
- Étienne Aubert le Jeune (1368–1369)
- Jean de La Tour O.S.B. (1371–1374)
- Pierre de Sortenac (1375–1384)
- Martín de Zalba (1390–1403), pseudo-cardinal de l'antipape Clément VII
- Luca Manzoli (1408–1411)
- Simon de Cramaud (1413–1422), pseudo-cardinal de l'antipape Jean XXIII, reconnu par le pape Martin V
- Ximeno Daha (1423–1429), pseudo-cardinal de l'antipape Benoît XIII
- Jean de la Rochetaillée (1426–1437)
- Giovanni Vitelleschi (1437–1440)
- Jean Le Jeune (1441–1451)
- Filippo Calandrini (1451–1468)
- vacant (1468–1484)
- Giovanni d'Aragona (1484–1485)
- Jorge da Costa (1488–1489); in commendam (1489–1508)
- Silvio Passerini (1517–1520); in commendam (1520–1529)
- Giovanni Domenico De Cupis (1529–1531); in commendam (1531–1553)
- Giovanni Girolamo Morone (1553–1556)
- Georges d'Armagnac (1556–1562)
- Francesco II Gonzaga (1562–1566)
- Fulvio Giulio della Corgna Ordre de Saint-Jean de Jérusalem (1566–1567)
- Innico d'Avalos d'Aragona  (1567–1586)
- Marcantonio Colonna (1586–1587)
- Gabriele Paleotti (1587–1589)
- Michele Bonelli O.P. (1589–1591)
- Ludovico Madruzzo (1591–1597)
- Pedro de Deza (1597–1600)
- Anton Maria Salviati (1600)
- Simeone Tagliavia d'Aragonia (1600–1602)
- Girolamo Bernerio O.P. (1602–1603)
- Giovanni Evangelista Pallotta (1603–1611)
- Gregorio Petrocchini de Montelbero O.E.S.A. (1611)
- Benedetto Giustiniani (1611–1612)
- Francesco Maria del Monte (1612–1615)
- Ottavio Bandini (1615–1621)
- Bartolomeo Cesi (1621)
- Andrea Baroni Peretti Montalto (1621–1624)
- Domenico Ginnasi (1624–1626)
- Carlo Gaudenzio Madruzzo (1626)
- Carlo Emmanuele Pio di Savoia (1626–1627)
- Giovanni Garzia Millini (1627–1629)
- Luigi Capponi (1629–1659)
- Girolamo Colonna (1659–1661)
- Giovanni Battista Pallotta (1661–1663)
- Francesco Maria Brancaccio (1663–1666)
- Stefano Durazzo (1666–1667)
- Ernst Adalbert von Harrach (1667)
- Giulio Gabrielli, seniore (1667–1668)
- Virginio Orsini (1668–1671)
- Rinaldo d'Este (1671)
- Cesare Facchinetti (1671–1672)
- Carlo Rossetti (1672–1676)
- Niccolò Albergati Ludovisi (1676–1677)
- Alderano Cibo-Malaspina (1677–1679)
- Lorenzo Raggi (1679–1680)
- Luigi Alessandro Omodei (1680–1685)
- Carlo Barberini (1685–1704)
- Francesco Nerli iunior (1704–1708)
- Galeazzo Marescotti (1708–1726)
- Giuseppe Sacripante (1726–1727)
- Giuseppe Renato Imperiali (1727–1737)
- Gianantonio de Via (1737–1740)
- Giulio Alberoni (1740–1752)
- Thomas-Philippe d’Hénin-Létard d’Alsace-Boussut de Chimay (1752–1759)
- Domenico Silvio Passionei (1759–1761)
- Jean-Théodore de Bavière  (1761–1763)
- Giacomo Oddi (1763–1770)
- Giuseppe Pozzobonelli (1770–1783)
- Carlo Vittorio Amedeo delle Lanze (1783–1784)
- Marcoantonio Colonna (1784)
- Giovanni Carlo Boschi (1784–1788)
- Francesco Carafa della Spina di Traetto (1788–1807); in commendam (1807–1818)
- Bartolomeo Pacca (1818)
- Giovanni Filippo Gallarati Scotti (1818–1819)
- Giulio Gabrielli il Giovane (1819–1822)
- Joseph Fesch (1822–1839)
- Carlo Oppizzoni (1839–1855)
- Giacomo Filippo Fransoni (1855–1856)
- Benedetto Colonna Barberini di Sciarra (1856–1863)
- vacant (1863–1867)
- Filippo de Angelis (1867–1877)
- Fabio Maria Asquini (1877–1878)
- Domenico Carafa della Spina di Traetto (1879)
- Lucien-Louis-Joseph-Napoleon Bonaparte (1879–1895)
- Gustav Adolf zu Hohenlohe-Schillingsfürst (1895–1896)
- Mieczyslaw Halka Ledóchowski (1896–1902)
- Angelo Di Pietro (1903–1914)
- Pietro Gasparri (1915–1934)
- Carlo Cremonesi (1935–1943)
- Manuel Arteaga y Betancourt (1946–1963)
- Pietro Ciriaci (1964–1966)
- Pietro Parente (1967–1986)
- Opilio Rossi (1987–2004)
- Luigi Poggi (2005–2010)
- Albert Malcolm Ranjith (2010-)